# The Keys to the White House
The Keys to the White House è un libro del 1996 su un sistema di previsione in grado, secondo gli autori, di determinare l'esito delle elezioni presidenziali negli Stati Uniti. Il sistema, ispirato dalla ricerca sui terremoti, è stato sviluppato nel 1981 dallo storico americano Allan Lichtman e dal geofisico russo Vladimir Keilis-Borok.

## Sistema di previsione
Le chiavi si basano sulla teoria secondo cui i risultati delle elezioni presidenziali si basano principalmente sulle prestazioni del partito che controlla la Casa Bianca e che la campagna elettorale da parte di candidati sfidanti o in carica non avrà alcun impatto significativo sui risultati. Secondo questa teoria, un elettorato americano pragmatico sceglie un presidente in base alle prestazioni del partito che detiene la Casa Bianca misurate dagli eventi politici, economici e sociali avvenuti durante il mandato presidenziale: boom e crisi economiche, successi e insuccessi in politica estera, disordini sociali, scandali e riforme politiche.
Secondo la teoria, se la nazione se la cava bene durante il mandato del partito in carica, quel partito vince altri quattro anni in carica; in caso contrario, prevale la parte sfidante. Secondo il modello Keys, nulla di ciò che un candidato ha detto o fatto durante una campagna, quando il pubblico sconta la propaganda elettorale convenzionale come spin politico, ha cambiato le loro prospettive alle urne. Dibattiti, pubblicità, apparizioni televisive, copertura di notizie e strategie di campagna non contano praticamente nulla il giorno delle elezioni.
Attraverso l'applicazione della metodologia di riconoscimento dei modelli utilizzata in geofisica ai dati per le elezioni presidenziali americane dal 1860 (le prime elezioni con un record di quattro anni di competizione tra repubblicani e democratici) in poi, Lichtman e Keilis-Borok hanno sviluppato 13 domande diagnostiche che sono indicate come proposte che favoriscono la rielezione del partito in carica. Quando cinque o meno affermazioni sono false, si prevede che il partito in carica vincerà il voto popolare; quando sei o più sono false, si prevede che il partito sfidante vincerà il voto popolare.
Le risposte alle domande poste nelle Chiavi richiedono giudizi. Ma i giudizi sono vincolati da definizioni esplicite di ciascuna Chiave. Ad esempio, una nomina di partito in carica contestata è definita come quella in cui i candidati perdenti combinati si sono assicurati almeno un terzo dei voti dei delegati. I giudizi sono anche vincolati dal modo in cui le singole chiavi sono state girate in tutte le precedenti elezioni coperte dal sistema. Ad esempio, per qualificarsi come carismatico e chiavi in mano 12 o 13 - le chiavi più critiche di tutte le chiavi - un candidato del partito in carica o sfidante deve misurarsi con Ronald Reagan, John F. Kennedy, Benjamin Franklin e Theodore Roosevelt.

## Passate elezioni
Il modello di Lichtman ha predetto con successo il vincitore del voto popolare in tutte le elezioni presidenziali dal 1984 ad oggi, ad eccezione di quelle del 2000, del 2016 e del 2024.
C'è da dire che nelle elezioni del 2000, duramente contestate ed assegnate solo a seguito di un verdetto della Corte Suprema, il sistema ha correttamente previsto il vincitore del voto popolare, ma non il vincitore effettivo. Infatti nel 2000, Al Gore ha vinto il voto popolare, come predetto, ma ha perso il collegio elettorale. Nel settembre 2016, il metodo delle 13 chiavi ha previsto che Donald Trump avrebbe vinto il voto popolare nelle elezioni del 2016, quando in realtà ha perso il voto popolare, ma ha vinto il collegio elettorale.
Nel settembre 2024, ha previsto la vittoria di Harris, che invece perse sia il voto popolare sia il collegio elettorale.

## Voto popolare contro collegio elettorale
Le chiavi di Lichtman sono prevalentemente predittive del voto popolare.
L'unica eccezione a questa regola è l'elezione del 1876, dove la sostituzione del giudice della Corte Suprema indipendente David Davis con un repubblicano nella Commissione elettorale del 1877 (dando al GOP la maggioranza in quel consiglio) e un accordo politico mise il repubblicano Rutherford B. Hayes alla Casa Bianca in cambio della fine della ricostruzione.
Ciò è accaduto nonostante tre circostanze principali: in primo luogo, il Partito Repubblicano aveva nove chiavi negative quell'anno; in secondo luogo, Hayes ha perso il voto popolare del tre percento: e in terzo luogo, almeno tre stati hanno avuto serie di risultati elettorali contrastanti, ognuno dei quali avrebbe potuto affidare il collegio elettorale a Samuel Tilden (che la Commissione elettorale repubblicana a maggioranza ha dichiarato di aver perso il collegio elettorale con un solo voto).

## Le 13 chiavi per la Casa Bianca
Le chiavi sono dichiarazioni che, se verificate (cioè se si ritiene che la dichiarazione sia vera), costituiscono punti a favore per la vittoria  (nel conteggio dei voti popolari) del presidente/partito in quel momento in carica. Quando otto o più affermazioni sono vere, si prevede che il partito in carica vincerà il voto popolare; quando solo sette o meno sono vere, si prevede che il partito sfidante vincerà il voto popolare.
1. Mandato del partito: dopo le elezioni di medio termine, il partito in carica detiene più seggi alla Camera dei rappresentanti degli Stati Uniti rispetto alle precedenti elezioni di medio termine.
2. Competizione: non esiste una seria competizione in seno al partito in carica per la nomination.
3. In carica: il candidato designato dal partito attualmente in carica è il presidente uscente.
4. Terze parti: non esistono campagne significative da parte di un terzo partito o candidati indipendenti.
5. Economia nel breve termine: l'economia non è in recessione durante la campagna elettorale.
6. Economia nel lungo termine: la crescita economica reale pro capite durante il periodo è uguale o superiore alla crescita media durante i due periodi precedenti.
7. Riforme: l'amministrazione in carica ha effettuato importanti riforme nella politica nazionale.
8. Disordini sociali: non si sono verificati disordini sociali prolungati durante il mandato.
9. Scandalo: l'amministrazione in carica non è contaminata da grandi scandali.
10. Fallimento estero / militare: l'amministrazione in carica non ha subito gravi fallimenti negli affari esteri o militari.
11. Successo estero / militare: l'amministrazione in carica ha ottenuto un grande successo negli affari esteri o militari.
12. Carisma (partito) in carica: il candidato in carica del partito è carismatico o un eroe nazionale.
13. Carisma sfidante (partito): il candidato sfidante del partito non è carismatico o un eroe nazionale.

Le 13 chiavi riportate sopra sono leggermente diverse dalle 12 chiavi originariamente proposte nel 1981.

## Critica
Il modello è stato criticato dagli statistici perché include troppi predittori per essere un modello valido. Inoltre è strutturato per prevedere solo il vincitore delle elezioni piuttosto che la quota di voti del partito vincitore.